# Бернар Лапорт
Бернар Лапорт (енгл. Bernard Laporte; 1. јул 1964) бивши је француски рагбиста, а садашњи рагби тренер. Тренуто ради као тренер троструког шампиона Старог континента Тулона. Током играчке каријере, позиција му је била деми. Као тренер је почео да ради у клубу у којем је завршио играчку каријеру, а то је Бордо бегл. 1998., освојио је са Стад Франсом титулу првака Француске. За селектора француске рагби репрезентације изабран је после светског првенства 1999. Освојио је са Француском гренд слем 2002. Освојио је са Француском још два купа шест нација, а на два светска првенства дошао је до полуфинала, 2003., оба пута су их елимисали Енглези. После светског првенства 2007., радио је као министар спорта и омладине у влади Француске. Са Тулоном је освојио 3 купа европских шампиона и 1 титулу првака Француске.